# Olga Aleksandrovna Ladyzhenskaya
Olga Aleksandrovna Ladyzhenskaya (tiếng Nga: Óльга Алекса́ндровна Лады́женская; 7 tháng 3 năm 1922 - 12 tháng 1 năm 2004) là một nhà toán học người Nga. Bà được biết đến với công trình nghiên cứu về phương trình vi phân đạo hàm riêng, đặc biệt là bài toán thứ 19 của Hilbert) và động lực học chất lỏng. Bà đã cung cấp những chứng minh chặt chẽ đầu tiên về sự hội tụ của một phương pháp phần tử hữu hạn cho các phương trình Navier-Stokes. Ladyzhenskaya là học trò của Ivan Petrovsky, và được trao Huy chương vàng Lomonosov năm 2002.

## Tiểu sử
Ladyzhenskaya sinh ra và lớn lên ở Kologriv. Bà là con gái của một giáo viên toán học, người đã có công tạo ra cảm hứng ban đầu và tình yêu toán học cho con gái. Vào tháng 10 năm 1939, cha của bà đã bị Bộ Dân ủy Nội vụ bắt giữ và bị giết. Cô gái trẻ Ladyzhenskaya đã có thể học hết cấp ba, nhưng vì cha cô là "kẻ thù của nhân dân", bà bị cấm vào Đại học Leningrad.
Sau cái chết của Joseph Stalin năm 1953, Ladyzhenskaya trình bày luận án tiến sĩ và được cấp bằng mà bà lẽ ra đã có được từ lâu trước đó. Bà tiếp tục giảng dạy tại trường đại học ở Leningrad và tại Viện Toán học Steklov, và ở lại Nga ngay cả sau khi Liên Xô sụp đổ và lương cho các giáo sư bị giảm nhanh chóng.
Ladyzhenskaya nằm trong danh sách cuối cùng cho những người giành Huy chương Fields năm 1958, nhưng cuối cùng nó được trao cho Klaus Roth và René Thom.

## Vinh danh
Để kỉ niệm sinh nhật lần thứ 97 của Ladyzhenskaya, Google Doodle đã ra mắt một bản vẽ của bà trên trang chủ Google vào ngày 7 tháng 3 năm 2019.